# Avril (album)
Pour les articles homonymes, voir Avril (homonymie).
 (avril 2017).
Si vous disposez d'ouvrages ou d'articles de référence ou si vous connaissez des sites web de qualité traitant du thème abordé ici, merci de compléter l'article en donnant les références utiles à sa vérifiabilité et en les liant à la section « Notes et références ».
Albums de Laurent Voulzy
Voulzy Tour
(1994) Saisons
(2003)
Singles
1. Une héroïne
Sortie : octobre 2001
2. La Fille d'avril
Sortie : 28 avril 2002
3. Amélie Colbert
Sortie : 22 octobre 2002
4. Slow Down
Sortie : 2003

Avril est le quatrième album du chanteur et compositeur français Laurent Voulzy, sorti le 3 décembre 2001.

## Présentation
En 2002, sort une version collector avec un inédit Il nous reste, inséré entre Amélie Colbert et La fille d'Avril (en piste no 9).
Jésus est une chanson en hommage à l'association ATD Quart-Monde à laquelle Laurent Voulzy participe, à la suite d'une promesse faite à feu le père Joseph Wresinski qui la fonda en 1957[réf. nécessaire].
L'album est certifié double platine (plus de 600 000 exemplaires vendus).

## Liste des titres
Toutes les paroles sont écrites par Alain Souchon, toute la musique est composée par Laurent Voulzy, sauf Quatre nuages, Jaguar et Amélie Colbert : paroles et musique de Laurent Voulzy.
| 1.  | Slow Down                  | 7:51  |
| 2.  | Mary Quant                 | 5:18  |
| 3.  | Quatre nuages              | 2:58  |
| 4.  | Jaguar                     | 6:31  |
| 5.  | Une héroïne                | 5:06  |
| 6.  | Le Capitaine et le Matelot | 4:54  |
| 7.  | Je suis venu pour elle     | 3:03  |
| 8.  | Amélie Colbert             | 5:08  |
| 9.  | Il nous reste              | 7:09  |
| 10. | La Fille d'avril           | 4:00  |
| 11. | Jésus                      | 4:14  |
| 12. | I Want You                 | 13:10 |

| Titre caché | Titre caché     | Titre caché | Titre caché | Titre caché | Titre caché | Titre caché | Titre caché | Titre caché | Titre caché |
| No          | Titre           | Durée       |             |             |             |             |             |             |             |
| ----------- | --------------- | ----------- | ----------- | ----------- | ----------- | ----------- | ----------- | ----------- | ----------- |
| 12b.        | Peggy (Bye Bye) | 5:01        |             |             |             |             |             |             |             |
| 76:23       |                 |             |             |             |             |             |             |             |             |

### Note
Le titre caché Peggy (Bye Bye) est inclus dans la dernière piste (I want you) ; il commence à 15:10 (no 11b sur l'édition normale ; no 12b sur l'édition collector).
La version originale de ce titre apparaît en face B du single Les radios qui chantent (1976)

## Crédits

### Membres du groupe
- Laurent Voulzy : chant, guitare, basse, claviers, percussions, chœurs
- Laurent Vernerey : basse
- Reggie Mc Bride : basse
- Christophe Deschamps : batterie
- Manu Katché : batterie
- Frank Eulry : claviers
- Michel Cœuriot : claviers
- Denis Benarrosh : percussion
- Mickaël Cozien : cornemuse (Il nous reste)

### Équipes technique et production
- Production : Laurent Voulzy, Michel Cœuriot
- Mastering : Michel Geiss
- Mixage : Laurent Voulzy, Michel Cœuriot
- Arrangements et direction des cordes : Frank Eulry
- Enregistrement, mixage, effets sonores : Hubert Salou
- Artwork : Julien Barrault, Laurent Voulzy
- Photographie : Jean-Baptiste Mondino

## Classement hebdomadaire
| Classement (2001)            | Meilleure position |
| ---------------------------- | ------------------ |
| Belgique (Wallonie Ultratop) | 4                  |
| France (SNEP)                | 3                  |
| Suisse (Schweizer Hitparade) | 50                 |

## Certifications
| Pays           | Certification |
| -------------- | ------------- |
| France (SNEP)  | 2 × Platine   |
| Belgique (BEA) | Or            |